# Midway (condado de Seminole)
Midway es un lugar designado por el censo ubicado en el condado de Seminole en el estado estadounidense de Florida. En el Censo de 2010 tenía una población de 1.705 habitantes y una densidad poblacional de 507,95 personas por km².

## Geografía
Midway se encuentra ubicado en las coordenadas 28°47′40″N 81°13′41″O / 28.79444, -81.22806. Según la Oficina del Censo de los Estados Unidos, Midway tiene una superficie total de 3.36 km², de la cual 3.36 km² corresponden a tierra firme y (0%) 0 km² es agua.

## Demografía
Según el censo de 2010, había 1.705 personas residiendo en Midway. La densidad de población era de 507,95 hab./km². De los 1.705 habitantes, Midway estaba compuesto por el 10.32% blancos, el 84.87% eran afroamericanos, el 0.12% eran amerindios, el 0.7% eran asiáticos, el 0% eran isleños del Pacífico, el 1.82% eran de otras razas y el 2.17% pertenecían a dos o más razas. Del total de la población el 6.1% eran hispanos o latinos de cualquier raza.